# Juntos
"Juntos" é uma canção gravada pelos cantores brasileiros Paula Fernandes com a participação de Luan Santana, lançada em 19 de maio de 2019 pela Universal Music. É uma releitura de "Shallow", canção gravada pela cantora americana Lady Gaga e o ator compatriota Bradley Cooper para a trilha sonora do filme A Star Is Born, composta originalmente por Lady Gaga, Andrew Wyatt, Anthony Rossomando e Mark Ronson. Esta versão é inteiramente composta por Paula Fernandes com produção de Ivan Miyazato. A canção faz parte da trilha sonora da telenovela Bom Sucesso da Rede Globo.
Uma segunda versão foi lançada em 11 de julho de 2019 apenas na voz de Fernandes, servindo como primeiro single do álbum ao vivo Origens (2019).

## Antecedentes e composição
|                                                    | "Juntos" Trecho do refrão, onde Paula Fernandes e Luan Santana misturam versos em português com um trecho de "Shallow". |
| Problemas para escutar este arquivo? Veja a ajuda. | |

"Juntos" é uma releitura de Paula Fernandes para a canção "Shallow", originalmente gravada e lançada em 2018 para a trilha sonora do filme A Star Is Born. A gravação original foi realizada num dueto entre a cantora americana Lady Gaga e o ator compatriota Bradley Cooper, protagonistas do filme, e se tornou um dos grandes sucessos da trilha sonora, atingindo a primeira colocação em diversas tabelas internacionais. A canção também recebeu diversos prêmios, como o Oscar de melhor canção original. "Shallow" é descrita como uma balada lenta com sonoridade country e folk pop e sua letra retrata a auto-realização dos protagonistas do filme a respeito de sua situação atual. Os versos apresentam os personagens perguntando uns aos outros se estão contentes em serem quem são, mesmo com todas as dificuldades juntos. O ápice na faixa é o refrão ("I'm off the deep end, watch as I dive in / I'll never meet the ground / Crash through the surface, where they can't hurt us / We're far from the shallow now"), uma metáfora literal para afogamento, mas que também pode representar mágoas, vícios ou sonhos se quebrando.
A versão brasileira foi criada por iniciativa de Marcelo Maia, empresário e gestor de carreira de Paula Fernandes, que afirmou para a revista Veja que a cantora é grande fã de Gaga, do filme e da canção. A ideia amadureceu depois de um encontro com o diretor da rede de rádios Nativa FM, uma vez que "Shallow" já havia alcançado as rádios populares, normalmente restritas às canções sertanejas/em português. Com a proposta do empresário, Fernandes escreveu a música no mesmo dia. Posteriormente, a editora entrou em contato com os autores da canção para realizar o lançamento oficial. Em 8 de maio de 2019, Paula Fernandes anunciou em suas redes sociais que foi autorizada por Lady Gaga para gravar uma versão brasileira de "Shallow" e revelou que iria trazer a música "pra nossa língua, pra nossa história" e que a sua versão não iria ser igual a original. No entanto, não revelou o artista masculino escolhido para o dueto, anunciando posteriormente que Luan Santana havia sido confirmado para a canção e que estaria presente no álbum ao vivo Origens. No entanto, o cantor afirmou posteriormente que não poderia estar presente na gravação. Fernandes revelou que Gaga aprovou toda a letra, "sem mudar uma vírgula". Luan Santana revelou que gravou separadamente seus versos e enviou para a cantora.
A melodia de "Juntos" é considerada a mesma de "Shallow" e "menos dramática", onde Fernandes descreveu a letra como "o reencontro de pessoas que se amam". Um pedaço da canção original foi mantido no refrão, quando o verso "Juntos e shallow now" mistura os dois idiomas. "A letra é muito profunda e eu queria que meu par se entregasse junto comigo nela", disse Fernandes, que também afirmou haver uma "sinergia e cumplicidade" na canção.

## Recepção
Entre os dias 15 e 17 de maio de 2019, o refrão da música começou a circular pela imprensa, em áudio e texto. O trecho foi recebido de forma negativa pelos internautas e instantaneamente o nome de Paula Fernandes virou assunto nas redes sociais por conta do verso "Juntos e shallow now", alvo de várias piadas e memes. O verso e "#morreumaestrela" (em alusão ao filme A Star Is Born) eram os assuntos mais comentados do Twitter na manhã do dia 17. Fernandes reagiu positivamente aos comentários e respondeu que o fato de misturar termos em inglês e português "não era pra fazer sentido, era pra ter uma celebração da versão original", ressaltando que esta versão não é uma tradução e sim uma adaptação.  O empresário da artista também reagiu positivamente a repercussão da prévia, citando que "artistas, personalidades, público comum, todos [estavam] viralizando o refrão da música. Estamos muito animados pelo que vem pela frente".
Ainda antes do lançamento oficial de "Juntos", foi relatado que a repercussão causada pela prévia fez com que "Shallow" retornasse as dez melhores colocações na listagem diária do Spotify divulgada em 18 de maio. A canção também subiu em outras plataformas digitais, como o iTunes.

### Recepção crítica
O jornalista Mauro Ferreira, em seu blog no portal G1, atribui 2 de 5 estrelas para a canção e faz alusão à tradução de "Shallow" em sua análise, chamando "Juntos" de "rasa" e que foi "muito barulho e muito marketing por pouco conteúdo". Ele afirma que a letra tenta ser fiel a versão original, "mas jamais cai nas profundezas do abismo existencial abordado nos versos em inglês" e que Fernandes fica na superfície tanto nela quanto na interpretação, também avaliando negativamente a participação de Luan Santana que "tampouco colabora para sequer esboçar uma densidade no canto dos versos". Ele encerra afirmando que a canção é "um single raso que tenta parecer profundo". Para o site F5 (da Folha de S.Paulo), Tony Goes também usou argumentos semelhantes e afirmou que a intenção da cantora era "causar balbúrdia" com a mistura de idiomas no refrão. Ele chama a canção de "piada" e "sátira, feita por algum programa de humor", além de contextualizar a "pobreza poética" da letra com o contexto atual do país: "'Juntos' já é o hino extraoficial dos tempos boçais que vivemos". Também publicando uma crítica menos elogiosa e comparando esta versão com outras músicas brasileiras em seu canal do YouTube, Regis Tadeu disse que a letra da música tem o sentido completamente oposto a original.

### Desempenho comercial
Após seu lançamento oficial, "Juntos" estreou no número 14 na listagem diária do Spotify Brasil, divulgada no dia 20 de maio, com 290.185 reproduções. O lyric video aparecia no topo dos vídeos "Em Alta" do YouTube no Brasil e acumulava 1,4 milhão de reproduções.

## Apresentações ao vivo
Paula apresentou a canção em 08 de junho de 2019 no programa Altas Horas da Rede Globo. A canção foi apresentada no Domingão do Faustão em 28 de julho. No programa Encontro com Fátima Bernardes a canção foi interpretada em 05 de agosto. Em 08 de agosto, interpretou a canção no The Noite com Danilo Gentili.

## Desempenho nas tabelas musicais

### Posições
| Tabela musical (2019)   | Melhor posição |
| ----------------------- | -------------- |
| Brasil (Top 100 Brasil) | 26             |

## Histórico de lançamento
| Região | Data               | Formato(s)                 | Gravadora              |
| ------ | ------------------ | -------------------------- | ---------------------- |
| Brasil | 17 de maio de 2019 | Rádios mainstream          | Universal Music Brasil |
| Vários | 19 de maio de 2019 | Download digital streaming | Universal Music Brasil |